# John Halas
Pour les articles homonymes, voir Halas.
Dans le nom hongrois Halász János, le nom de famille précède le prénom, mais cet article utilise l’ordre habituel en français János Halász, où le prénom précède le nom.
János Halász, alias John Halas, né le 16 avril 1912 à Budapest et mort le 21 janvier 1995  à Londres, est un réalisateur hongrois de films d'animation, scénariste et producteur.

## Biographie
John Halas apprend son métier en Hongrie avec George Pal, commence sa carrière en 1934 aux côtés de György Szénásy et Félix Kassowitz, puis déménage deux ans plus tard en Angleterre où il fondera en 1940 la société Halas et Batchelor avec son épouse, Joy Batchelor.
Pendant la guerre, ils réalisent plus de 70 courts métrages d'animation de propagande. Leur film le plus connu, La Ferme des animaux (1954) est le premier long métrage d'animation réalisé en Grande-Bretagne. Ils produisent aussi Snip et Snap en 1960.

## Filmographie partielle
- 1945 : Handling Ships
- 1948 : Water for Firefighting
- 1954 : La Ferme des animaux
- 1973 : D'Artagnan l'intrépide
- 1981 : Métal hurlant, section So Beautiful and So Dangerous

## Prix et distinctions
- 1964 : 36e cérémonie des Oscars : nomination pour l'Oscar du meilleur court métrage d'animation pour Automania 2000 (producteur)
- 1990 : Animafest Zagreb : Prix honorifique pour l'ensemble de sa carrière